# Slimane ben Mohammed

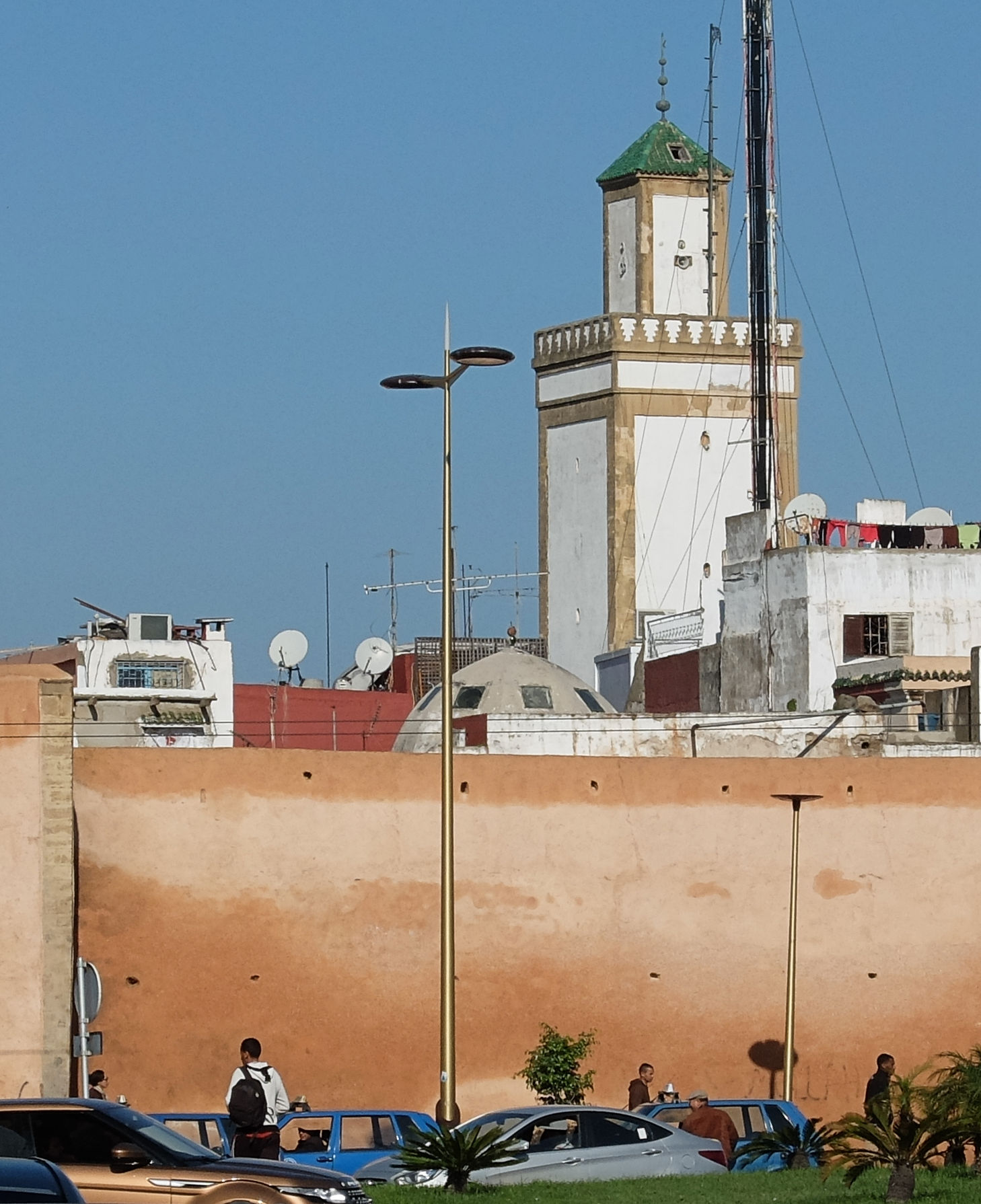
Mosquée Moulay Slimane construite en 1812 par le sultan éponyme à Rabat

Slimane ben Mohammed, Moulay Slimane ou Moulay Souleymane (en arabe : مولاي سليمان, en amazighe :  ⵎⵓⵍⴰⵢ ⵙⵍⵉⵎⴰⵏ), né le 28 juin 1760[réf. nécessaire] et mort 30 novembre 1822 à Fès, est un sultan du Maroc. Il a régné du 23 février 1792 à sa mort.

## Biographie
Moulay Slimane était un des cinq fils du sultan Mohammed ben Abdallah qui se battit pour le contrôle du royaume. Il sortit victorieux de la guerre civile qui l'opposa à ses frères en 1795. Il appartenait à la dynastie alaouite et sa mère, une épouse de son père, était issue de la tribu des Ahlaf.
Son règne est difficile et chaotique en raison des antagonismes entre tribus qu'il ne parvient pas à apaiser,  comme le démontrent les 2 grandes révoltes qui ont marqué son règne. À Marrakech, il refait construire la mosquée Ali Ben Youssef, sans laisser la moindre trace ou vestige de l'ancienne mosquée almoravide du même nom qui datait du début du XIIe siècle.

### Expansion territoriale
Moulay Slimane continua le travail de centralisation et d'expansion du royaume entrepris par son père, et fait marquant, il mit fin aux actes de piraterie qui avaient lieu le long des côtes du Maroc. En raison du conflit qui opposait, depuis longtemps déjà le Maroc à l'Espagne et au Portugal, Moulay Slimane cessa tout commerce avec l'Europe. Cependant, il continua le rapprochement diplomatique que son père avait entamé avec les États-Unis. Et vers 1797, il récupère Oujda aux mains des Ottomans.

### Révoltes tribales
Son règne est marqué par deux révoltes d'importance, celle de 1811, où un clivage arabo-berbère est très visible. Cette année-là, les troupes Makhzen affrontent une coalition de Berbères du Moyen-Atlas menée par la tribu des Aït Oumalou.
En 1818, il doit faire face à une révolte pan-confrérique, exaspérée par sa politique rigoriste et qui a l'originalité d'être transethnique, mêlant Arabes et Berbères. Cette coalition écrase les troupes du sultan à la bataille d'El Kbab, à la fin de laquelle il est fait prisonnier pendant 4 jours. Il est libéré peu après, alors que le conflit prend peu à peu une allure de guerre confessionnelle contre le wahhabisme du sultan, conflit qui aboutit à la prise de Fès par les révoltés en 1820. Après deux ans de lutte il est à nouveau capturé et meurt en 1822. Il est remplacé par son neveu Moulay Abd al-Rahman Ben Hisham.

### Réislamisation de la Société
Son règne est marqué par des efforts pour consolider l'autorité centrale du Maroc et renforcer l'orthodoxie religieuse. Il s'emploie à unifier les tribus marocaines et à réformer l'administration du pays, en s'appuyant sur les oulémas (savants religieux) et en promouvant l'éducation islamique.
Moulay Slimane met en œuvre une politique de réislamisation du pays, en réaction aux influences étrangères et aux pratiques jugées contraires à l'islam. Il encourage la construction de mosquées, d'écoles coraniques et d'institutions religieuses pour promouvoir l'étude et la pratique de l'islam.

### Fin de vie
Lorsque le sultan s’installa à Marrakech à la fin de sa vie, il fit la connaissance de certains compagnons du Cheikh Ahmed Tijani, et les liens d’affection entre eux se renforcèrent. Peut-être même commencèrent-ils à évoquer le travail avec lui. À la mort de Slimane, les musulmans de Marrakech commencèrent à se rassembler dans la mosquée Ibn Yusuf, qui fut reconstruite par ce sultan. Ils commémorèrent cet événement avec un dôme portant son nom.

## Théologie de Moulay Slimane
Alors que la doctrine acharite et l’école malikite reviennent en force, les oulémas retrouvent leur influence dans les rouages du Makhzen surtout après la monopolisation du pouvoir par le sultan Slimane en 1798. Ce monarque, formé dans la tradition acharite-malikite la plus stricte, tient à donner à voir son respect de l’orthodoxie et l’orthopraxie dans tous les domaines pour renforcer sa légitimité et étendre son influence.

### Influence soufi
Malgré sa piété profonde, son attachement aux enseignements du mystique Abou Hamid al-Ghazali et ses liens avec certaines confréries telles que la Nasiriyya mais surtout pour son patronage de la Tariqa Tijaniyya, il [Moulay Slimane] écoutait les conseils d'Ahmed Tijani dans le cas des conseils d'état, et dans le cas de la théologie,. Le Sultan tient en suspicion la plupart des voies mystiques dans l'excès néanmoins. Deux facteurs au moins peuvent expliquer cela. Le premier, d’ordre religieux, est lié aux doctrines et aux pratiques de certaines confréries à l’instar de Jilala et de ‘Issawa très peu respectueuses des préceptes de la « Vraie » religion conformément à l’interprétation acharite-malikite. Le second, d’ordre politique, est lié au prestige social, au poids économique et à la puissance militaire que certaines zaouïas, telles que la Darkawiyya et la Wazzaniyya, possèdent ; ce qui menace dangereusement les rapports de force au sein de l’Empire chérifien. Par conséquent, le sultan s’efforce de les contrôler dès 1803.

### Apparition du Wahhabisme
Alors que Mohammed ben Abdallah et son fils Slimane cherchent à restructurer le champ religieux marocain, des réformateurs sont apparus çà et là dans les mondes musulmans. Le plus célèbre d’entre eux est sans conteste Mohammed ibn Abd al-Wahhab. Les idées de ce théologien-juriste sont assez simples. Sur le plan doctrinal, il croit que le hanbalisme est le seul courant qui perpétue les enseignements des pieux ancêtres (al-salaf al-salih). Tous les autres, y compris l’acharisme, doivent par voie de conséquence être rejetés. Dans le domaine juridique, il suit également le hanbalisme tout en acceptant les enseignements des autres écoles du sunnisme, parmi lesquelles le malikisme. La caractéristique principale du wahhabisme reste toutefois l'exclusion du soufisme, sous toutes ses formes, de la religion, car considéré comme une forme d’associationnisme (Shirk) ou de mécréance (Kufr) qu’il faut combattre par tous les moyens. Il devient ainsi clair que le mouvement d'Ibn Abd al-Wahhab diffère profondément des aspirations des sultans du Maroc.

### Opposition au Wahhabisme
La nouvelle de l'expansion wahhabite et de sa doctrine se répand très rapidement dans les quatre coins de Dar al-islam. Au Maroc, le sultan et les oulémas prennent connaissance de ces développements à travers un certain nombre d’écrits à l’instar de ceux ramenés d’Orient par un certain Ahmad ibn Abd al-Salam Bennani en 1803. Le Sultan demande même à l’un des dignitaires religieux de la cour de lui exposer les principaux fondements du wahhabisme. Cela dit, tout laisse penser que ce mouvement n’attire pas l’attention du souverain marocain. Pour preuve, il ne prend même pas la peine d’entrer en contact avec les nouveaux maîtres de l’Arabie. Par contre, les élites locales ont condamné fermement les idées d’Ibn Abd al-Wahhab et les pratiques de ses affidés parce qu’elles vont à l’encontre de leurs intérêts temporels et spirituels. Cela entraîne l'interruption du Hajj huit années durant.

### Réconciliation entre Acharites et Wahhabites
En 1811, l’émir Saoud ibn Abd al-Aziz (1803-1814) envoie une lettre aux oulémas de Tunis présentant les principaux aspects du wahhabisme. Un exemplaire parvient jusqu’à Fès. Le sultan en est informé. Contrairement à la première fois, Slimane décide de répondre officiellement afin de faciliter la reprise du Hajj. Pour réaliser son objectif, il envoie une délégation de haut niveau dirigée par son fils Ibrahim, chargée de lui remettre trois lettres rédigées par les oulémas-lettrés, Soulayman al-Hawwat, al-Tayyib Benkirane et Hamdoun ben al-Hajj. Mohammed al-Tayyib Benkirane rédigera la lettre la plus populaire, appelé : Risala bn Saud. En dépit de leurs différences de forme et de style, ces écrits s'accordent sur des points charnières qui montrent la différence fondamentale entre le projet d'Ibn Abd al-Wahhab et les mesures du sultan Slimane. près les formules diplomatiques d’usage qui invoquent quelques dénominateurs communs, comme la lutte contre les innovations blâmables, le monarque marocain confirme son adhésion à la doctrine acharite, à l'école malikite et son attachement à de nombreuses idées soufies. Il formule ensuite ses réserves à l’égard de nombreuses croyances et pratiques wahhabites dont la plus criante est l’exclusion de la communauté et du salut (al-takfir). En conséquence, Slimane appelle son homologue saoudien à plus de modération et d’ouverture sur les différentes composantes de l’Oumma. Bien accueillie par les Wahhabites, la délégation marocaine a pu mieux les cerner.

## Rapport avec les Européens

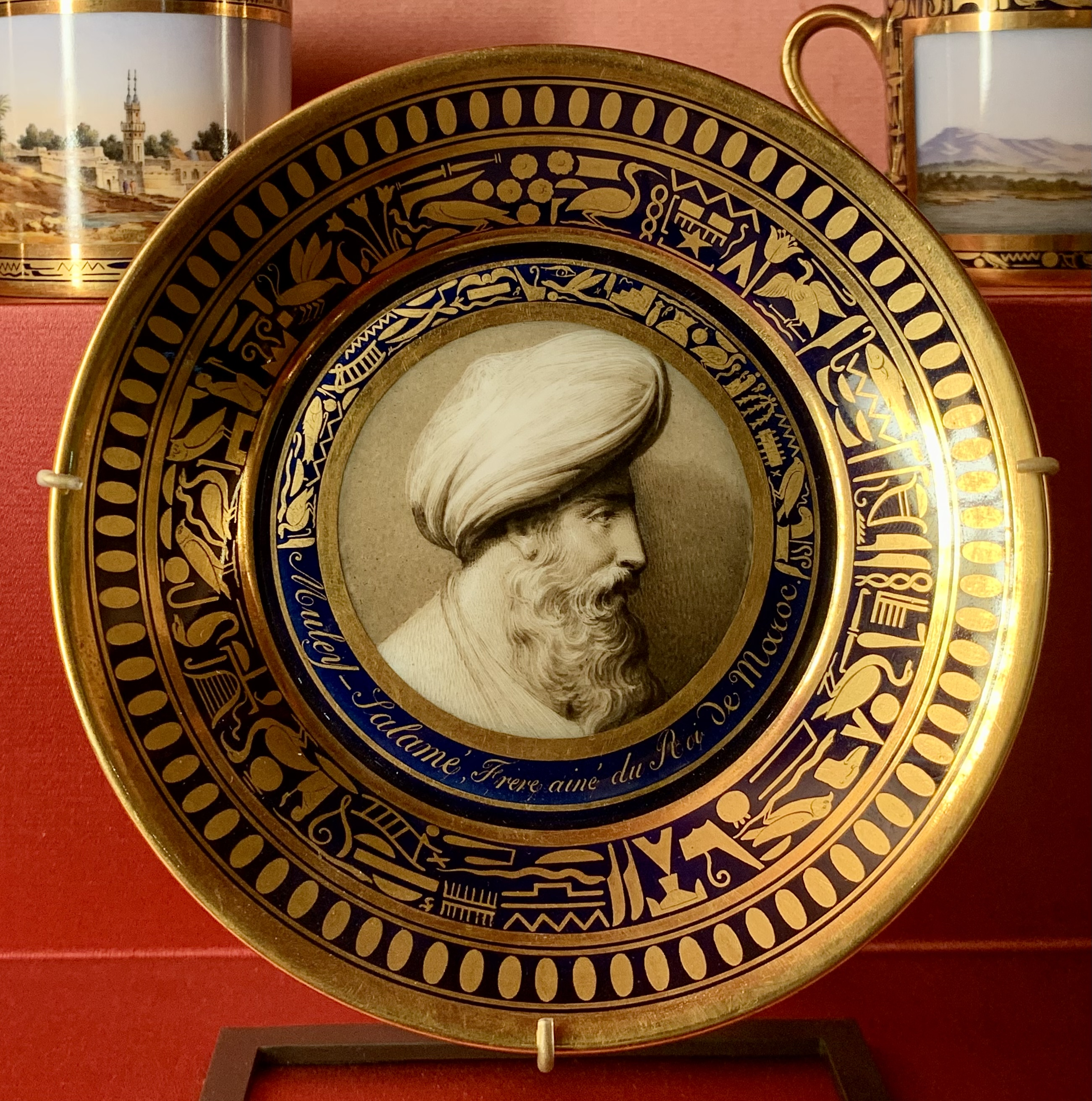
Céramique représentant le sultan marocain exposée au musée du Louvre, à Paris.

Un autre axe de sa politique est de limiter autant que possible les échanges commerciaux avec l'Occident allant même jusqu'à déclarer que « le plus beau jour de sa vie sera celui où l'argent des douanes ne lui rapportera plus rien ». Le contexte de son début de règne, marqué par le Blocus continental opéré par Napoléon et la politique d'encerclement maritime de la Grande-Bretagne, favorise cette tendance.
Ce dernier considère en effet que le commerce avec les infidèles (les Européens) contribue à une perte de force vive et constitue une source de corruption. En accord avec le point de vue des Oulémas, il interdit dès 1814 l'exportation de céréales, de viandes, d'huiles et de peaux. En 1815, il relève les barrières tarifaires de l'Empire chérifien à 50% ad valorem. Cette politique a pour effet d'assécher les échanges marchands avec l'Europe, politique dont son successeur prendra l'exact contrepied en recherchant à stimuler autant que possible les échanges avec les Européens.